# 10221 Kubrick
A 10221 Kubrick (ideiglenes jelöléssel 1997 UM9) a Naprendszer kisbolygóövében található aszteroida. Petr Pravec fedezte fel 1997. október 28-án.
Nevét Stanley Kubrick (1928 – 1999) amerikai filmrendező után kapta.